# 케월영양
케월영양 또는 케월(kéwel, 학명: Tragelaphus scriptus)은 아프리카 서부와 중부 지역에 분포하는 작거나 중간 크기의 영양이다. 이전에는 임바발라와 함께 부시벅(Bushbuck)으로 흔히 불렸지만, 현재는 이 두 종이 별도의 종이며 지리적 분포도 다르다는 사실이 밝혀졌다. 나머지 트라겔라푸스속 영양 중에서 가장 가까운 종은 니알라영양(Tragelaphus angasi)이다. 다 자란 수컷은 성질이 매우 사나워서 표범과도 대적할 정도 다.

## 분포
부시벅영양은 세네갈과 모리타니 남부부터 사헬 지역을 지나 동쪽으로 에티오피아와 에리트레아, 그리고 남쪽으로 앙골라와 콩고민주공화국 남부 지역까지 분포한다. 이와같이 광범위한 지리적 분포를 보이며, 중앙아프리카공화국 남부와 가봉, 콩고민주공화국, 콩고의 우림 지역 일부를 관통하면서 형성되는 나무가 우거진 사바나, 숲과 사바나가 섞인 지역에서 흔히 발견된다. 이 지역은 바멘다 고원과 카메룬 산의 저산대(低山帶) 숲과 에티오피아 저지대와 에리트레아의 반건조 지대이다. 콩고 분지 중부의 깊은 우림 지역에서는 발견되지 않는다.